# Brachylophus gau
Brachylophus gau — один из 4-х видов игуан, обитающих на Фиджи. Эндемик острова Нгау в фиджийском архипелаге. В основном он обитает в первичных высокогорных лесах острова, некоторые встречаются в деградированных прибрежных лесах. Brachylophus gau отличаются от других брахилофусов по характерной окраске самца и сплошному зеленому горлу. Это также самая маленькая из всех брахилофусов, примерно на 13 % меньше, чем третий самый маленький вид, и на 40 % меньше, чем самый крупный из известных видов.
Впервые этот вид был зарегистрирован на острове Гау шотландским натуралистом Джоном Мак Гиллавреем в 1854 году во время его путешествия на HMS Herald. Тем не менее, вид не получил надлежащего описания до 2017 года.